# Église Saint-Médard de Thouars
L'église Saint-Médard (surnommée Saint-Médard-des-Champs) est une église catholique située à Thouars, en France. Édifiée à partir du Xe siècle, elle subit d'importantes transformations jusqu'au XIXe siècle. 

## Localisation
L'église est située dans le nord-est du département français des Deux-Sèvres, sur la commune de Thouars, dans le centre ancien. Elle se trouve actuellement sur la place Saint-Médard à laquelle elle a donné son nom.

## Historique

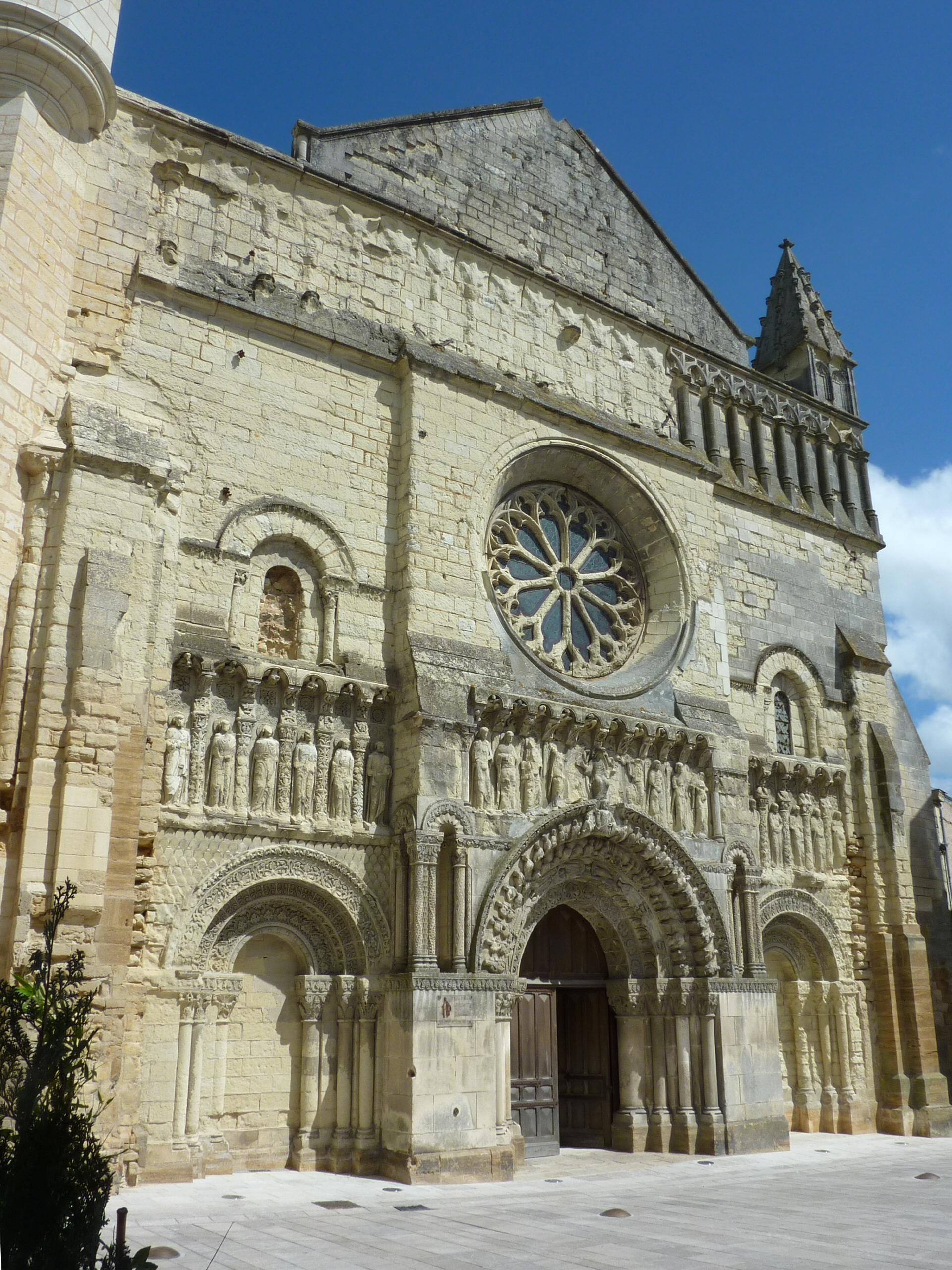
Façade de l'église Saint-Médard, chef-d'œuvre de l'art roman.

Les premières traces d'occupation dans le périmètre de l'église remontent à la première moitié du IXe siècle, comme le prouve la découverte de monnaies frappées sous le règne de Louis le Pieux, dans des sarcophages mortuaires. Cependant, rien ne permet de les relier à l'église. La première mention de l'église Saint-Médard date de 988, avec une donation reçue de la comtesse Aldegarde d'Angoulême. 
Un curé nommé Pereginus est mentionné en 1100, puis c'est le cas d'un autre religieux, Thibaut de Saint-Médard. L'église est alors sous l'autorité de l'abbaye de Saint-Jean de Bonneval, comme le précise une bulle pontificale de 1169. Du fait de sa situation, à l'extérieur des premières murailles de la ville, l'église paroissiale Saint-Médard accueille les habitants des hameaux ruraux qui entourent Thouars. Cela lui vaut le surnom de « Saint-Médard-des-Champs »,. 
De cette première église de la première moitié du XIIe siècle ne subsistent que certaines parties inférieures de la façade et des murs latéraux : les deux portails nord et ouest et une grande partie du mur sud. En effet, en 1158, la ville de Thouars est prise par Henri II Plantagenêt et l'église est en grande partie détruite dans les combats. Le roi d'Angleterre aidera cependant à sa reconstruction dans les années 1170 à 1180.
L'église va peu à peu évoluer à la fin du Moyen Âge et sera en grande partie remaniée aux XVe et XVIe siècles, avec la fusion des trois nefs pour donner un unique espace central. De nouvelles rosaces sont installées et deux chapelles sont aménagées. Le grand clocher carré de l'église est aussi construit à cette époque. C'est également au XVIe siècle que sont installées des boutiques de commerçants contre le portail de l'église, sur le parvis. Des poissonniers s'y installent et les échoppes ne seront détruites qu'en 1866 ; elles ont endommagé significativement l'édifice,. 
En 1691, le cimetière accolé à l'église est « retranché et réduit » afin de lutter contre les nombreuses profanations. À partir de 1747, il n'est plus du tout utilisé.
Le XIXe siècle est une période de renouveau pour cette église. Un vaste programme de restauration du portail principal est lancé et dure jusqu'en 1870, travaux dirigés par l'architecte Daviaud. L'édifice est classé au titre des monuments historiques le 9 juillet 1909. La toiture n'est achevée qu'en 1920 et la flèche qui devait surmonter le clocher n'a jamais été installée.
En 1993, la ville de Thouars lance un programme de rénovation progressif, avec la remise en état des murs extérieurs, façade après façade. La biominéralisation est utilisée, via l'injection de bactéries dans la pierre de tuffeau, pour augmenter la résistance du matériau. Le mur sud est depuis 2005 agrémenté de vitraux contemporains de l'atelier du vitrail de Limoges, visant à remplacer ceux détruits durant les bombardements de 1944. Plus aucun vitrail n'est d'origine.

## Architecture
L'église Saint-Médard est un exemple du style roman en Poitou, reconnaissable aux portails et façades caractéristiques. La façade est ainsi semblable à celle de l'abbatiale de Saint-Jouin de Marnes ou de la collégiale Notre-Dame-la-Grande de Poitiers.
C'est une église à trois nefs de type halle : une nef centrale et deux voûtes latérales, de même hauteur. Le portail nord est agrémenté d'un arc polylobé d'architecture mozarabe. Le portail ouest est abondamment décoré, avec de nombreuses sculptures représentant les Douze Apôtres, mais aussi l'Ascension du Christ et des symboles d'immortalité.
Deux chapelles sont adossées à la façade nord de l'église, la chapelle des Trois Maries (ou du Saint-Sépulcre) de 1480 et la chapelle Saint-Louis (édifiée en 1510 par Gabrielle de Bourbon). Un cimetière est également situé au nord et à l'est de l'église.

## Portail sculpté

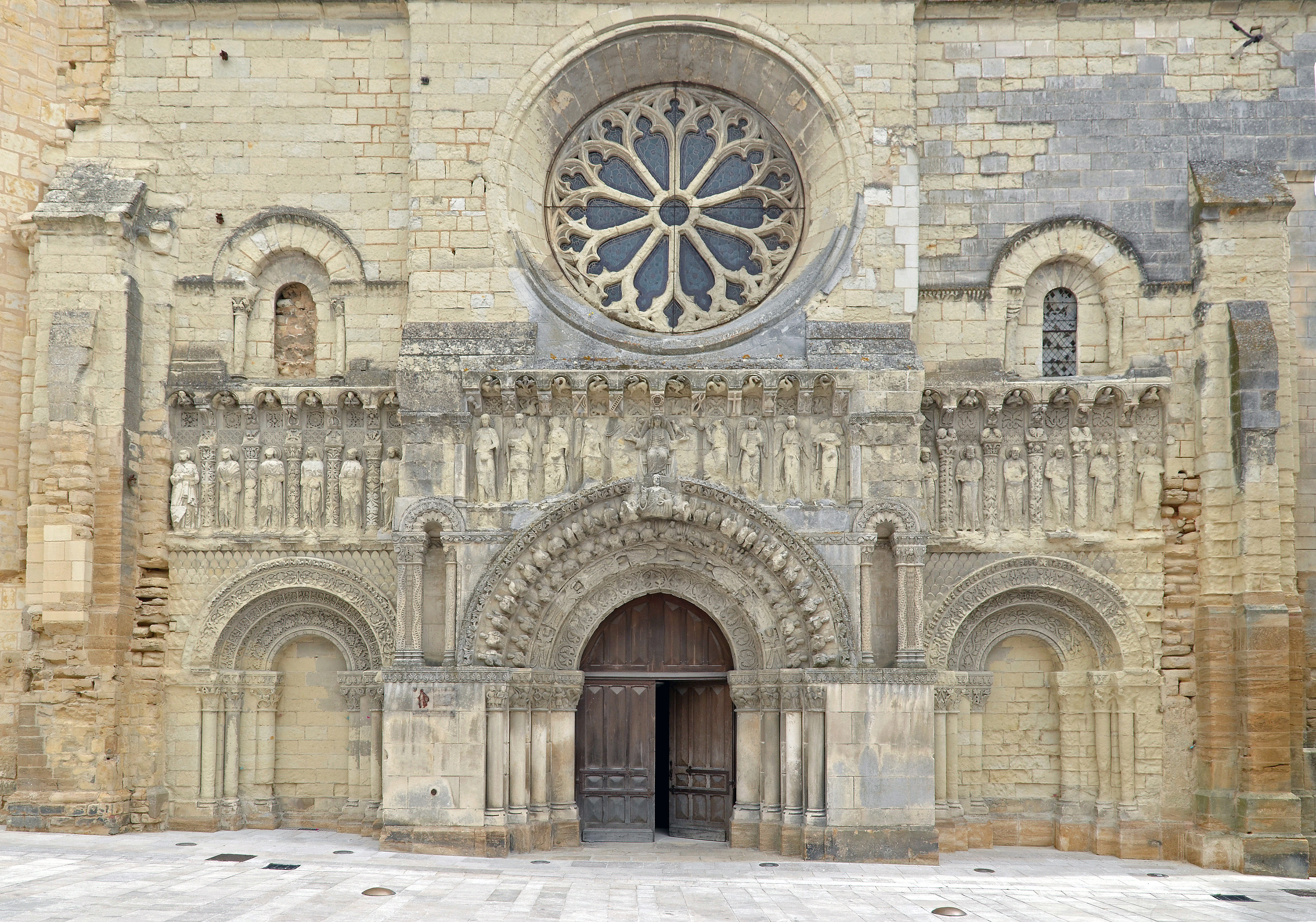
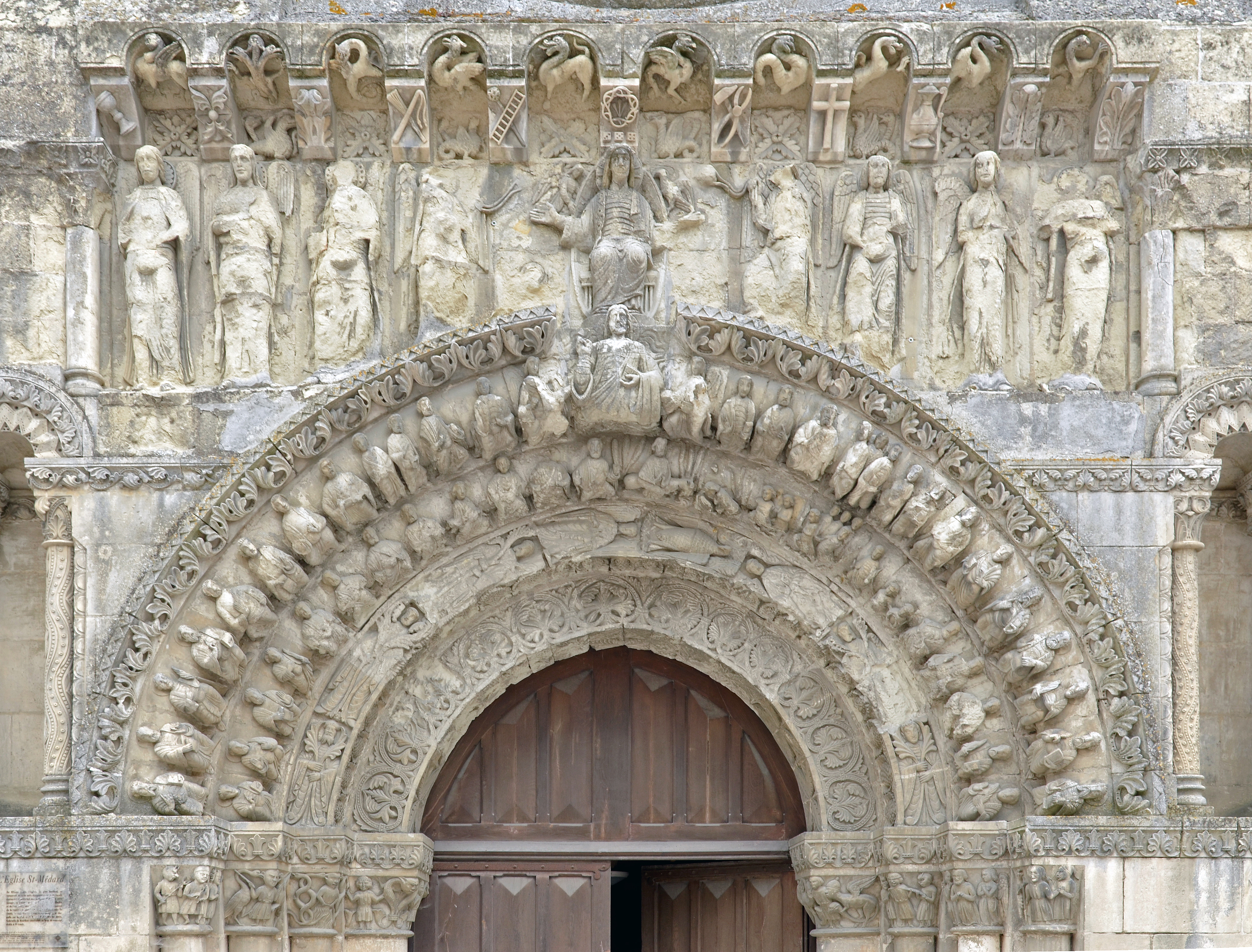
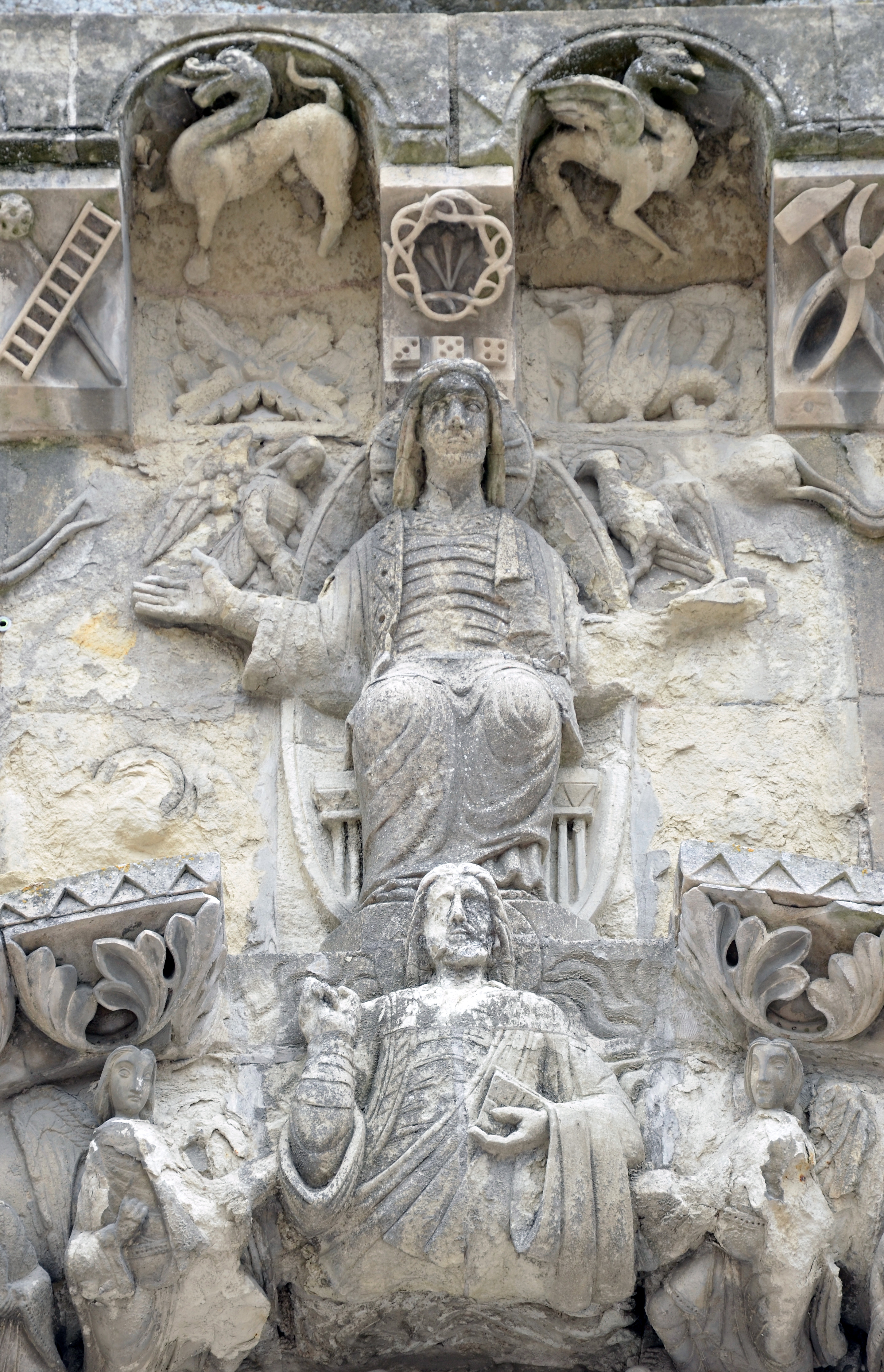
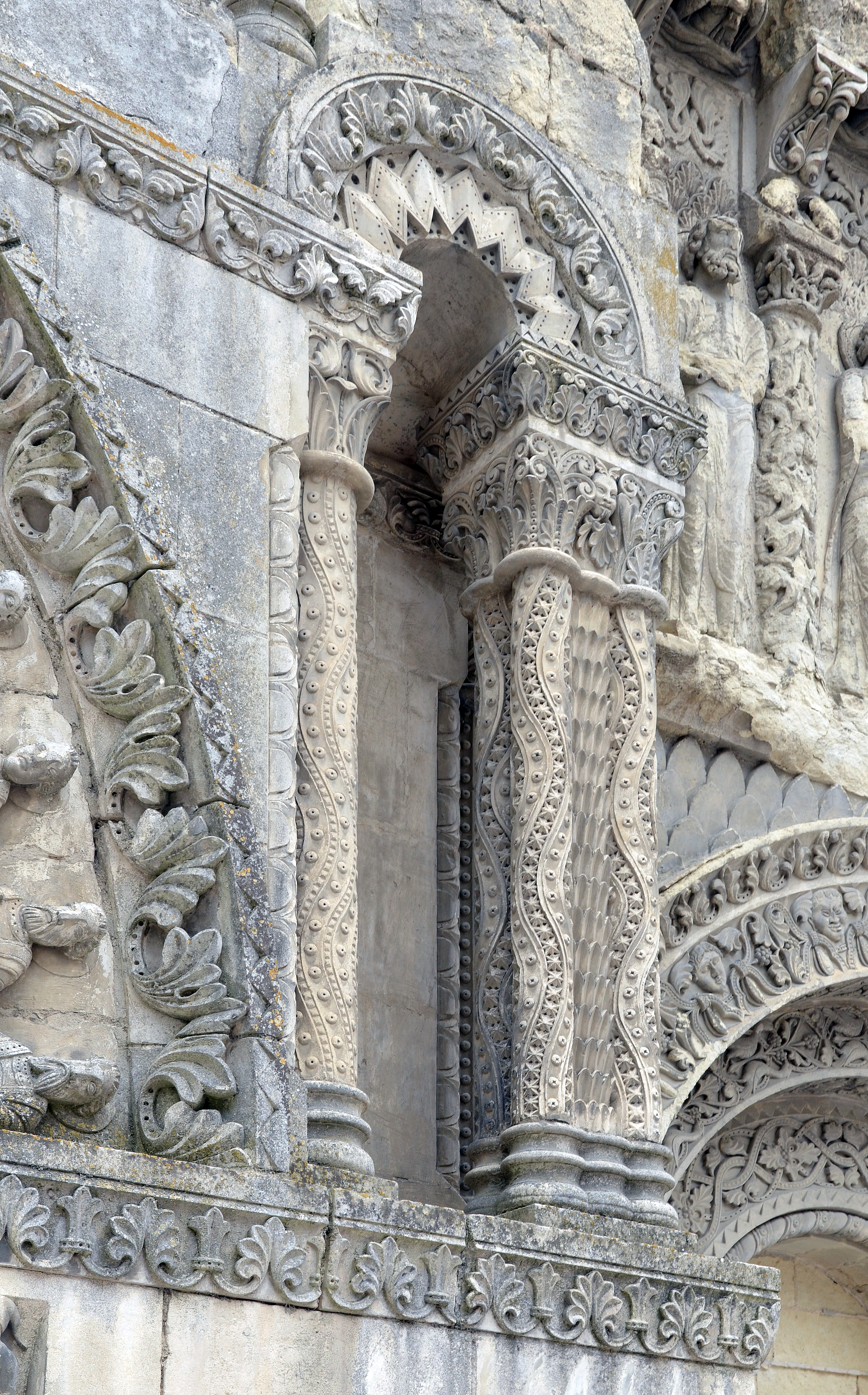
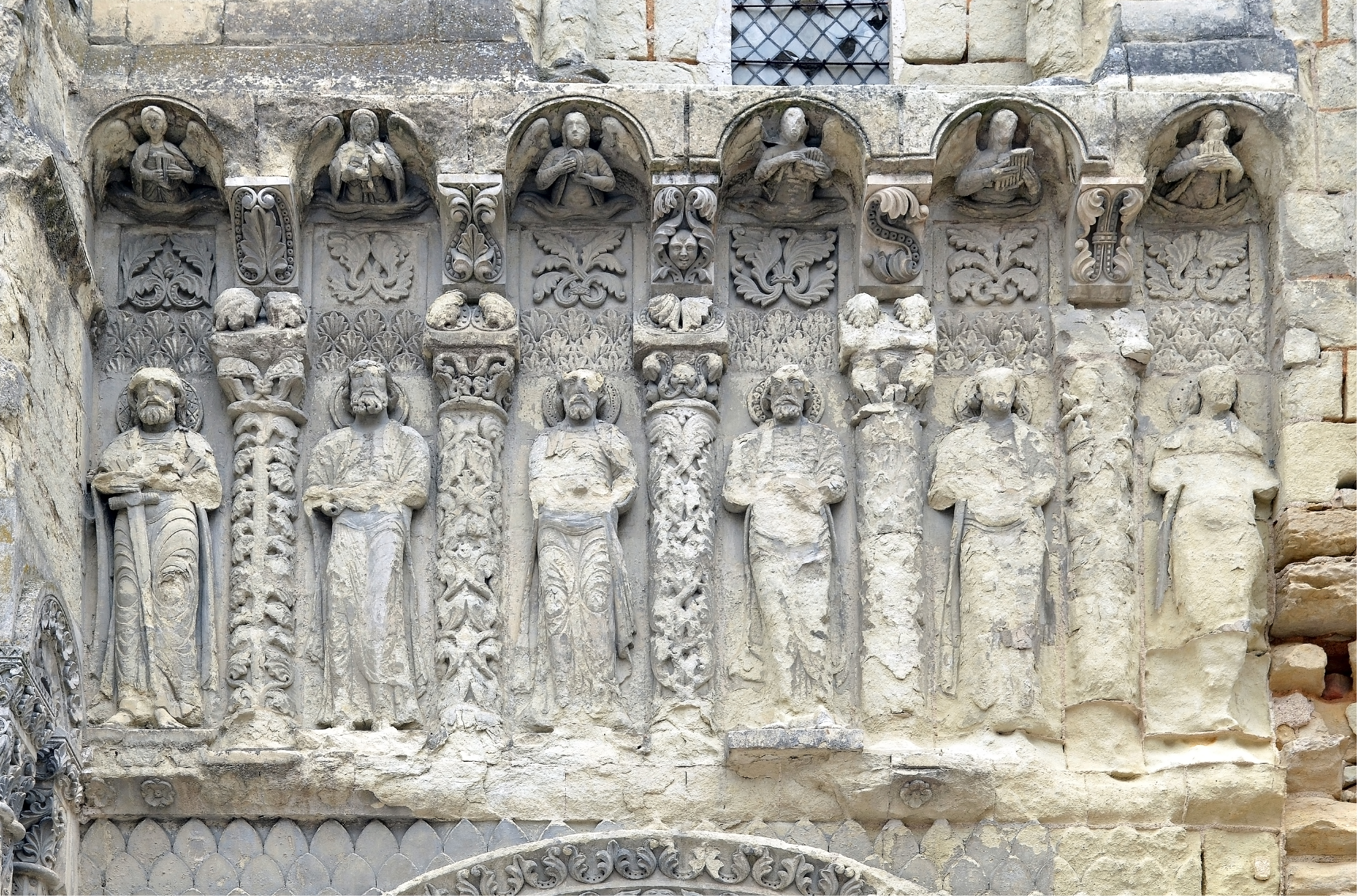
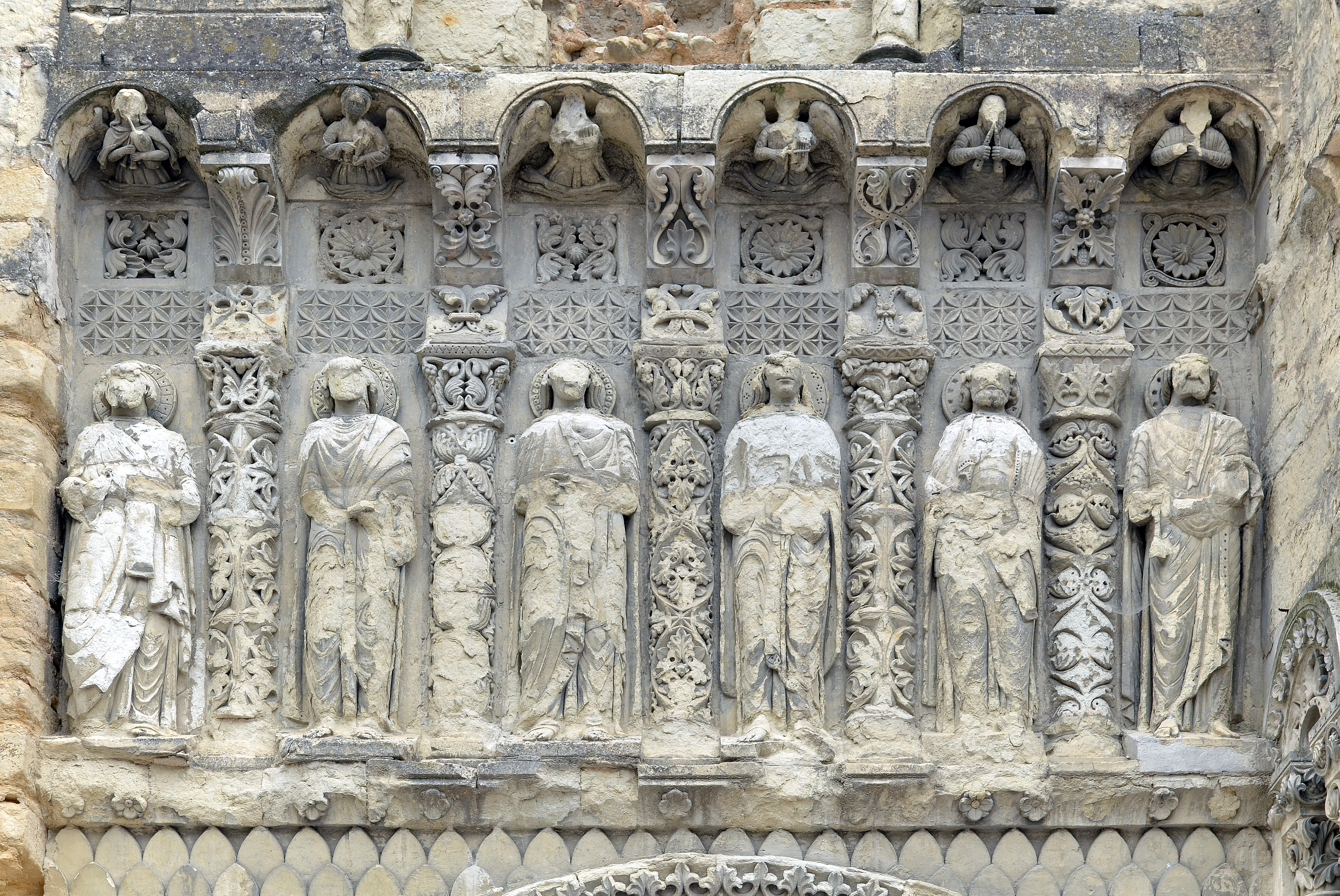